# U 179 (Kriegsmarine)
De U 179 was een type IXD2 U-boot van de Duitse Kriegsmarine tijdens de Tweede Wereldoorlog. De U 179 was de eerste U-boot van deze IXD2-klasse. Zijn actieoptreden was maar van korte duur. Hij stond onder commando van de pas bevorderde fregatkapitein Ernst Sobe.

## Geschiedenis
De eerste IXD2-U-boot werd op 15 januari 1941 gebouwd, op de scheepswerf van AG Weser te Bremen. Op 7 maart 1942 kwam hij onder commando van de toenmalige korvetkapitein Ernst Sobe. Mede met deze nieuwe boot, werd hij bevorderd tot fregatkapitein.
De U 179, die onder commando stond van fregatkapitein Ernst Sobe, bracht één koopvaardijschip van 6.558 bruttoton tot zinken op 8 oktober 1942. Maar diezelfde dag nog, werd hij opgespoord door HMS Active, een Britse torpedobootjager. De U 179 werd tot zinken gebracht door dieptebommen. 

## Ondergang
De U 179 werd tot zinken gebracht op 8 oktober 1942 in de Zuid-Atlantische Oceaan in de buurt van Kaapstad, Zuid-Afrika, in positie 33° 28′ 0″ ZB, 17° 5′ 0″ OL door dieptebommen van de Britse torpedobootjager HMS Active. Er vielen hierbij 61 doden, waaronder hun commandant Ernst Sobe.